# Ciepła inflacja
Ciepła inflacja (ang. warm inflation) – jedna z dwóch realizacji inflacji kosmologicznej. Drugą jest standardowy scenariusz, czasem nazywany zimną inflacją.
W ciepłej inflacji produkcja promieniowania następuje jednocześnie z inflacyjną ekspansją. Jest to zgodne z warunkami koniecznymi dla inflacji danymi przez równania Friedmana ogólnej teorii względnosci, które wymagają tylko, żeby gęstość energii próżni dominowała w czasie inflacji nad innymi rodzajami energii, więc nie zakazują obecności promieniowania. Dlatego najbardziej ogólny obraz inflacji wymaga uwzględnienia gęstości promieniowania. Jej obecność podczas inflacji oznacza, że faza inflacyjna mogłaby gładko przejść do ery promieniowania bez specjalnej fazy ponownego ogrzania (reheating), i stanowi możliwe rozwiązanie problemu łagodnego wyjścia z inflacji.